# Il mondo dei narcos
Il mondo dei narcos è un programma televisivo che è andato in onda dal 9 luglio 2017 al 16 luglio 2017 in prima serata sul Nove. 

## Il programma
Il programma, presentato da Roberto Saviano, tratta in due puntate in modo documentaristico attraverso interviste e riprese, del mondo intorno al narcotraffico sudamericano.
Le inchieste le interviste sono realizzate da David Beriáin, che vengono affrontare sono chiamate Il Mercato dell’Innocenza,
Lo Stato di Sinaloa, La guerra di Sinaloa e Viaggio oltre confine.